# Markus Karner
Markus Karner (* 4. August 1978) ist ein ehemaliger österreichischer Fußballspieler und nunmehriger -trainer.

## Karriere

### Als Spieler
Karner begann seine Karriere bei der SV Mattersburg. 1992 spielte er kurzzeitig in der Jugend des SK Rapid Wien, ehe er zu Mattersburg zurückkehrte. Im Juni 1996 absolvierte er sein erstes und einziges Spiel für Mattersburg in der Regionalliga.
Im Jänner 1997 wechselte er zum SV Edelpute. Zur Saison 1997/98 schloss er sich dem SV Sigleß an. Im Jänner 1998 wechselte er zum SC Wiesen. Nach sechseinhalb Jahren bei Wiesen wechselte Karner zur Saison 2004/05 zum Regionalligisten SV Rohrbach. Für Rohrbach absolvierte er elf Regionalligaspiele. Nach einem halben Jahr bei Rohrbach wechselte er im Jänner 2005 zum SV Schattendorf.
Zur Saison 2005/06 wechselte er zum ASK Kobersdorf, 2008 kehrte er zum SC Wiesen zurück. In der Saison 2010/11 spielte er noch einmal für Kobersdorf, ehe er seine Karriere beendete.

### Als Trainer
Karner fungierte ab der Saison 2012/13 als Co-Trainer von Heinz Griesmayer bei den drittklassigen Amateuren der SV Mattersburg. Zur Saison 2013/14 wurde er Co-Trainer von Alfred Tatar bei den zweitklassigen Profis von Mattersburg. 2015 stieg er mit Mattersburg, inzwischen von Ivica Vastić trainiert, in die Bundesliga auf.
Zur Saison 2016/17 wurde Karner Trainer des viertklassigen SV Stegersbach. Im April 2018 trennte man sich von Karner. Zur Saison 2018/19 wurde er Trainer des Regionalligisten SC Neusiedl am See. Im Mai 2019 wechselte er zum FC Gleisdorf 09 in die Regionalliga Mitte.
Nach nur etwas über einem Monat bei Gleisdorf verließ er den Verein nach der Saison 2018/19 und wurde Trainer des Zweitligisten SV Horn. Im November 2019 wurde er durch Hans Kleer ersetzt. Horn befand sich zu jenem Zeitpunkt mit einem Punkt Vorsprung auf die Abstiegsränge auf dem zwölften Tabellenrang.
Zur Saison 2021/22 wurde er Jugendleiter bei Bundesligist TSV Hartberg. Ab Oktober 2021 wurde er zudem Trainer der fünftklassigen Amateure der Steirer. Diese führte er in der Saison 2022/23 zum Meistertitel in der Oberliga stieg damit in die Landesliga auf. Im September 2024 wurde er als Nachfolger von Markus Schopp interimistisch Cheftrainer von Hartberg. Nach einem Spiel, das Remis endete, rückte Karner wieder zu den Amateuren.